# Бореальное подцарство
Бореальное подцарство — часть Голарктического царства во флористическом районировании в биогеографии. В него входят: Циркумбореальная область, Восточноазиатская область, Атлантическо-Североамериканская область и Область Скалистых гор.
В Голарктике это — самое обширное подцарство, флора его наиболее богата, здесь больше эндемичных семейств, чем в двух других. Для некоторых его областей характерно большое число древних и примитивных форм растительности, реликтов.
Бореальная зона — зона с хорошо выраженной снежной зимой и достаточно тёплым коротким летом. В Евразии она простирается от зоны тундры до 50° с. ш., а в Северной Америке — от арктической зоны до 40° с. ш.